# Pachyonychus paradoxus
Pachyonychus paradoxus är en skalbaggsart som beskrevs av F. E. Melsheimer 1847. Pachyonychus paradoxus ingår i släktet Pachyonychus och familjen bladbaggar. Inga underarter finns listade i Catalogue of Life.